# HMS Royalist (89)
Lo HMS Royalist (pennant number 89) fu un incrociatore leggero della Royal Navy britannica, entrato in servizio nel settembre 1943 come parte della classe Dido.
Attivo durante la seconda guerra mondiale, il Royalist operò inizialmente lungo le coste della Norvegia per poi, nel giugno 1944, trasferirsi nel teatro bellico del mar Mediterraneo per prendere parte agli sbarchi anfibi dell'operazione Dragoon e alle operazioni nel Mar Egeo; dal marzo 1945 l'incrociatore fu invece inviato nell'oceano Indiano per operare contro l'Impero giapponese nel Sud-est asiatico.
Passato in riserva dopo la guerra, nel 1956 il Royalist venne ceduto alla Nuova Zelanda e messo in forza alla Royal New Zealand Navy; operò quindi durante gli eventi della crisi di Suez, dell'emergenza malese e del confronto tra Indonesia e Malaysia, prima di essere radiato per obsolescenza nel 1966. Restituito al controllo del Regno Unito, lo scafo fu avviato alla demolizione nel 1968.

## Storia

### Servizio nella Royal Navy

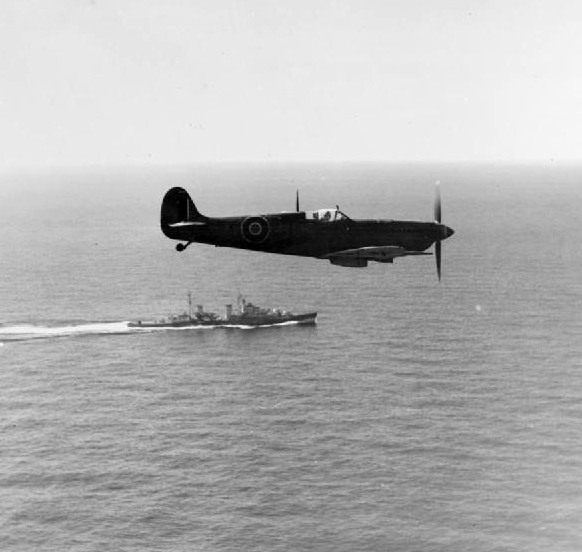
Il Royalist sorvolato da un caccia Supermarine Spitfire durante esercitazioni al largo della costa egiziana nel febbraio 1945

Ordinata ai cantieri navali della Scotts Shipbuilding and Engineering Company di Greenock il 4 settembre 1939, la nave venne impostata il 21 marzo 1940 e quindi varata il 30 maggio 1942 con il nome di Royalist ("Realista" in lingua inglese); fu l'undicesima unità della Royal Navy a portare questo nome. La nave entrò quindi in servizio il 10 settembre 1943, ma durante le prove mise in luce numerosi difetti di costruzione e problemi di installazione degli apparati che la obbligarono a tornare in cantiere per nuovi lavori, proseguiti sino al febbraio 1944. Assegnato in forza alla Home Fleet di Scapa Flow, tra il 30 marzo e il 3 aprile il Royalist prese parte alla sua prima operazione bellica scortando un gruppo di portaerei britanniche dirette ad attaccare la nave da battaglia tedesca Tirpitz ancorata in Norvegia (operazione Tungsten); tra aprile e maggio l'incrociatore partecipò ad altre scorrerie di unità britanniche contro i convogli tedeschi in navigazione lungo le coste norvegesi, ma senza far registrare contatti con il nemico.
Dopo un nuovo ciclo di lavori di messa a punto svolto a Tyne in maggio, alla fine di giugno 1944 il Royalist si spostò nel teatro bellico del mar Mediterraneo. Durante gli sbarchi anfibi alleati nel sud della Francia del 15 agosto 1944 (operazione Dragoon) il Royalist fu nave di bandiera del comandante della Task Force 88, il contrammiraglio Thomas Hope Troubridge, e in questa veste funse da centro di comando per le operazioni del gruppo delle portaerei d'appoggio agli sbarchi; dopo essere rimasto al largo delle coste francesi fino al 28 agosto, il Royalist fu quindi distaccato e inviato nel Mar Egeo per contrastare la ritirata delle guarnigioni tedesche dalle isole della Grecia. Nella notte tra il 14 e il 15 settembre, al largo della costa settentrionale di Creta, insieme al cacciatorpediniere HMS Teazer l'incrociatore ingaggiò battaglia con un piccolo convoglio tedesco, mandando a fondo una piccola nave da trasporto e un cacciasommergibili; il 4 ottobre invece il Royalist e il cacciatorpediniere HMS Troubridge bombardarono l'ancoraggio di Milo, ingaggiando un duello con le batterie di artiglieria costiera tedesche che furono infine silenziate.
Nel gennaio 1945 il Royalist fu messo in cantiere ad Alessandria d'Egitto per un ciclo di manutenzione, per poi raggiungere in marzo Ceylon e unirsi alla East Indies Fleet per operare contro i giapponesi nell'oceano Indiano. Il 28 aprile l'incrociatore fornì copertura agli sbarchi anfibi britannici nella zona di Rangoon (operazione Dracula), mentre nel corso di maggio accompagnò le incursioni dei gruppi di portaerei e navi da battaglia alleati contro il traffico navale giapponese lungo la costa del Tenasserim e nelle acque delle isole Andamane e Nicobare; tra giugno e luglio, invece, il Royalist scortò le portaerei britanniche in una serie di incursioni contro Sumatra e la costa della Penisola malese. L'unità fu quindi assegnata alla prevista invasione anfibia della Malesia (operazione Zipper), azione tuttavia cancellata a seguito dell'annuncio della resa del Giappone il 15 agosto; ai primi di settembre quindi il Royalist coprì la pacifica rioccupazione britannica della Malesia, presenziando l'11 settembre alla resa delle forze giapponesi a Singapore.

### Servizio nella Royal New Zealand Navy

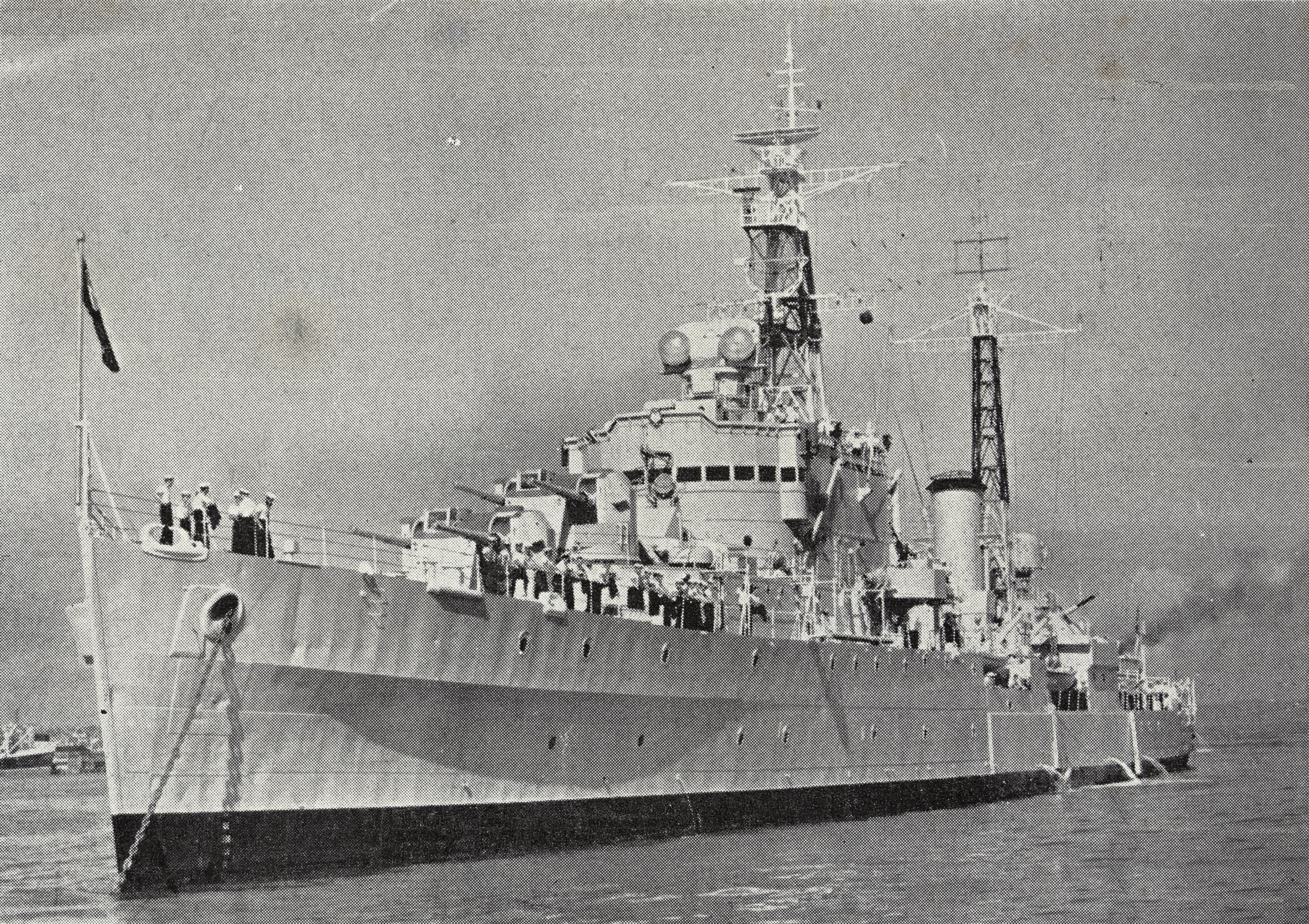
Il Royalist nel dicembre 1956 dopo il passaggio alla Royal New Zealand Navy

Concluse le ostilità il Royalist fece ritorno nel Regno Unito alla fine del 1945, venendo posto in riserva a Portsmouth nel gennaio 1946. La nave rimase inutilizzata per un decennio finché, nel 1955, venne offerto in vendita alla Nuova Zelanda; furono necessari estesi lavori di modernizzazione prima che la nave venisse accettata dai suoi nuovi proprietari, e il Royalist entrò ufficialmente in servizio con la Royal New Zealand Navy il 9 luglio 1956.
Dopo il passaggio alla Nuova Zelanda, l'incrociatore rimase dislocato nelle acque britanniche per esercitazioni e manovre di messa a punto, prima di salpare da Plymouth per la Nuova Zelanda il 16 luglio 1956. Arrivato nel Mediterraneo per passare il canale di Suez, il governo britannico richiese lo schieramento dell'incrociatore come deterrente durante un periodo di forte crisi diplomatica con l'Egitto, sfociato poi il 29 ottobre nell'invasione congiunta del paese da parte di Regno Unito, Francia e Israele (la cosiddetta "crisi di Suez"). Il governo neozelandese non desiderava essere coinvolto in questi avvenimenti, ma i recenti lavori di ammodernamento rendevano il Royalist l'incrociatore più moderno di tutta la flotta britannica del Mediterraneo e il comando britannico chiese di impiegarlo in azione contro gli egiziani; alla fine, per non guastare del tutto i rapporti con Londra, il governo neozelandese acconsentì a lasciare il Royalist in Mediterraneo ma con l'impegno di non coinvolgerlo in nessun combattimento diretto. Nei giorni seguenti l'incrociatore svolse compiti di picchetto radar a lungo raggio a protezione da attacchi aerei contro la flotta britannica, oltre a dirigere le prime incursioni dei velivoli britannici contro le basi egiziane a terra e svolgere il compito di nave soccorso per eventuali aviatori amici abbattuti sul mare. Il Royalist fu infine sostituito da un incrociatore britannico una volta che la minaccia dell'aviazione egiziana venne meno: salpato da Malta il 10 novembre, intraprese una circumnavigazione dell'Africa prima di arrivare, il 20 dicembre 1956, nella base di Devonport in Nuova Zelanda.
Per il decennio successivo, il Royalist fu impegnato in esercitazioni e visite di rappresentanza nelle acque della Nuova Zelanda, dell'Australia, dell'oceano Indiano, dell'oceano Pacifico e della costa occidentale degli Stati Uniti d'America. Nel maggio 1957 la nave fu schierata in appoggio alle forze del Commonwealth delle nazioni durante gli eventi dell'emergenza malese, bombardando per due volte con i suoi grossi calibri postazioni degli insorti comunisti malesi nella regione di Johor. Da maggio a settembre 1960 l'incrociatore fu interessato da estesi lavori di rifacimento e modernizzazione a Devonport, ma nel 1962 subì gravi danni durante una navigazione nelle acque in tempesta del Mar di Tasman che comportarono, in particolare, un disallineamento della sua chiglia; benché fosse stata prospettata una sua radiazione per antieconomicità delle riparazioni, la nave fu mantenuta in servizio e, tra il 1963 e il 1965, operò con la Far East Fleet britannica nelle acque del Sud-est asiatico durante gli eventi del confronto tra Indonesia e Malaysia, intraprendendo pattugliamenti nelle acque del Mar di Giava per dissuadere l'Indonesia dal lanciare un'invasione della Malaysia.
L'incrociatore scontava ormai una generale obsolescenza dei sistemi imbarcati e crescenti problemi di manutenzione, culminati il 1º novembre 1965 in un guasto totale dell'apparato motore mentre la nave dirigeva dall'isola di Manus a Suva attraverso il Mar dei Coralli: il Royalist dovette andare alla deriva per diversi giorni prima che un rimorchiatore potesse prenderlo al traino e trascinarlo fino a Devonport il 17 novembre. Dopo lavori di ripristino, l'incrociatore servì come nave scuola fino all'inizio di giugno 1966; il 4 giugno il Royalist fu ufficialmente radiato dai ranghi della Marina neozelandese. Nel 1967 lo scafo fu restituito al controllo della Royal Navy britannica: dopo essere stato privato di attrezzature e accessori di valore, lo scafo fu trainato ad Auckland il 21 dicembre 1967 e venduto per la demolizione a una compagnia giapponese, raggiungendo Osaka nel gennaio 1968 dove iniziarono i lavori di smantellamento.